# Villach-St. Agathen und Perau
Villach-St. Agathen und Perau je naselje Statutarnega mesta Beljak na Koroškem v Avstriji.